# Joannes Mantelius
Joannes Mantelius (Hasselt, 23 september 1599 – aldaar, 23 februari 1676) was een Zuid-Nederlands geestelijke en geschiedkundige.

## Biografie
Mantelius trad op zijn zeventiende jaar toe tot het Augustijnenklooster te Hasselt, waar hij tussen 1625 en 1628 subprior was. Vervolgens keerde hij in bij de Augustijnen in Brussel en Antwerpen en studeerde hij aan de Universiteit van Dowaai, waar hij een licentie in de godgeleerdheid behaalde.
Tussen 1640 en 1652 bekleedde hij functies als visitator, zaakgelastigde en hoogleraar in Rome, Keulen en de Abdij van Gladbach. Hierna keerde hij terug naar Hasselt, waar hij zich ging wijden aan de streekgeschiedenis. Zo schreef hij een geschiedenis van het graafschap Loon (Historiae Lossensis) en daarna verscheen er een geschiedenis van de stad Hasselt van zijn hand (Hasseletum), die gedrukt werd in 1663 te Leuven.
Mantelius werd begraven in de Augustijnenkerk te Hasselt.

## Vernoemingen
Als herinnering aan Mantelius kreeg hij vlak bij de ondertussen gesloopte Augustijnenkerk een straatnaam toebedeeld, de Manteliusstraat. Ook werd het muziekkoor het Manteliusensemble naar hem genoemd.